# Enakale
Enakale (en sumeri: 𒂗𒀉𒆗𒇷, EN.A.KAL-le), o Enakali) va ser el rei d'Umma en un període que es pot situar entre els anys 2500 aC i 2400 aC. Umma era una ciutat estat sumèria, durant el Període dinàstic arcaic (2900 aC - 2330 aC).
El seu predecessor, el rei Ush, va envair el territori de Lagaix després d'arrancar les fites frontereres que havia instal·lat Mesalim, rei de Sumer, intentant conquerir l'anomenat Gu-Edin, una fèrtil planura situada entre Umma i Lagaix, tal com es diu al Con d'Entemena. Eannatum I rei de Lagaix el va derrotar completament segons el que es pot llegir a l'Estela dels voltors, on diu que Ush va perdre 3.600 homes a la batalla. Immediatament va ser derrocat i mort pels seus súbdits.
El Con d'Entemena diu que Enakale va signar amb el rei Eannatum un tractat on es delimitaven les fronteres entre els dos estats. El fill i successor d'Enakale, Ur-Lumma, va desafiar a Eannatum I, però va ser derrotat per Entemena de Lagaix, el successor d'Eannatum.